# 北岡教英

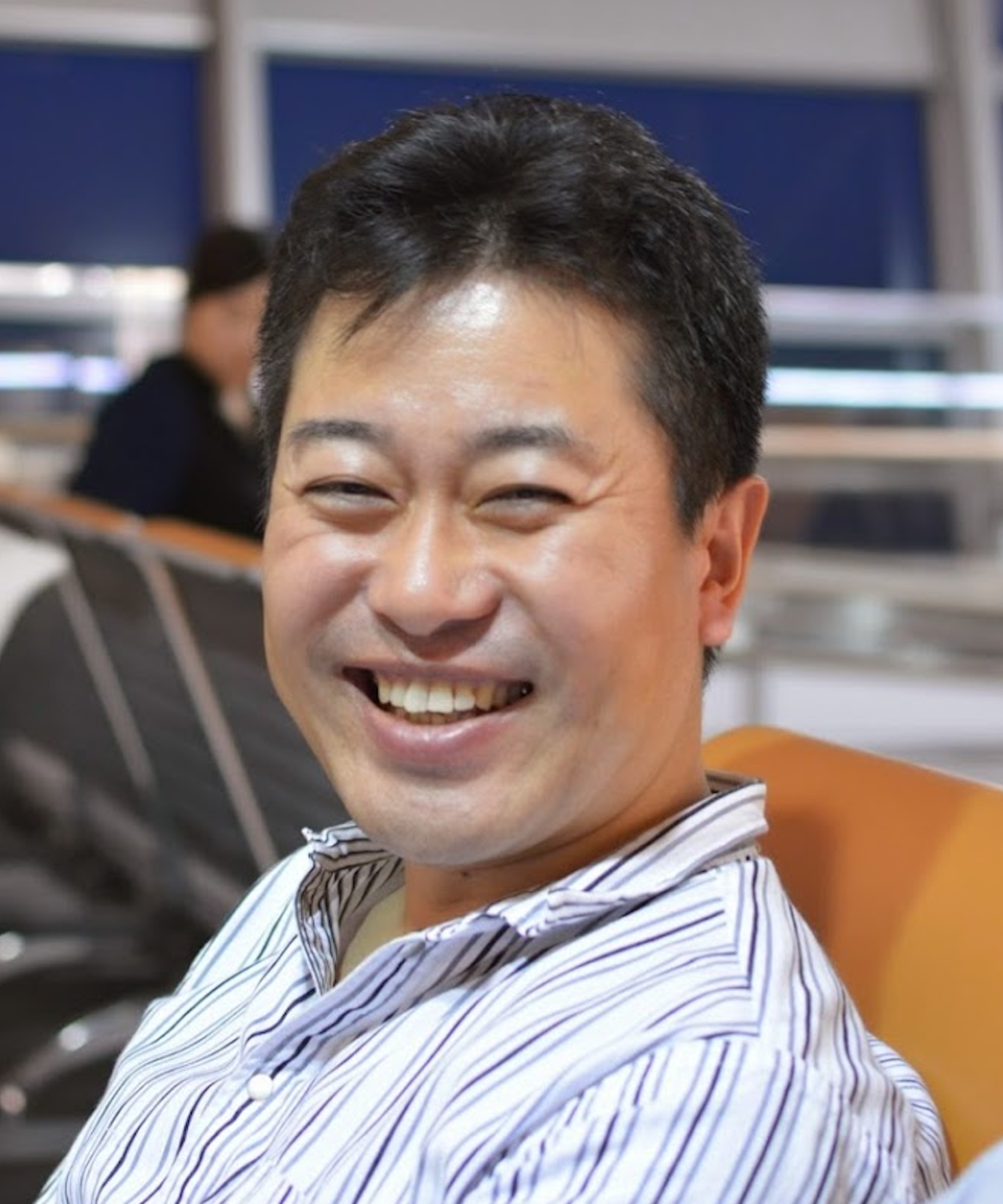
2017年6月 空港での飛行機待機中の写真

北岡 教英（きたおか のりひで、1969年（昭和44年）12月23日 - ）は、日本の工学者。豊橋技術科学大学教授。

## 学歴
- 頑健な音声認識手法とその実環境への応用に関する研究,  博士(工学),  豊橋技術科学大学,  2000.
- 京都大学 大学院工学研究科 情報工学専攻 修士課程 修了(1994)
- 京都大学 工学部 情報工学科 卒業(1992)

## 職歴
- 株式会社デンソー(1994-)
- 豊橋技術科学大学 助手(2001-)
- 豊橋技術科学大学 講師(2003-)
- 名古屋大学 助教授(2006-)
- 名古屋大学 准教授(2007-)
- 徳島大学 教授(2014-)
- 豊橋技術科学大学 情報・知能工学系 教授(2019-)

## 受賞
- Best Paper Award for the 2nd International Symposium on Future Active Safety Technology toward zero traffic accidents (2013.9)
- 日本音響学会東海支部優秀発表賞（2013.8）, 2件
- 日本音響学会東海支部優秀発表賞（2012.8）, 2件
- 日本音響学会東海支部優秀発表賞（2011.8）, 3件
- 情報処理学会山下賞(2011.3)
- IEEE International Conference on Vehicular Electronics and Safety Best Paper Award(2009.11)
- 日本音響学会発表会ポスター賞(2009.9)
- ITS研究会優秀論文(2009.8)
- 日本音響学会東海支部優秀発表賞(2009.8)
- 日本音響学会発表会ポスター賞(2006.10)

## 著書
- 間瀬健二・北岡教英, 人工知能学大辞典（9章総論）, 人工知能学会編, pp. 696-705, ISBN 978-4320124202, Jul. 2017.
- 北岡教英（編集委員（分野幹事・音声））, 音響キーワードブック, ISBN 978-4-339-00880-7, Mar., 2016.
- 北岡教英, 進化するヒトと機械の音声コミュニケーション (第4篇第2章 タスク指向対話), ニッケイ印刷, ISBN 978-4-86469-065-2, Sep., 2015.
- 中川聖一 編著, 音声言語処理と自然言語処理(5章 対話システム), コロナ社, ISBN 978-4-339-02469-2, Mar., 2013.
- 末永康仁 編著, メディア情報処理(4～6章), オーム社, ISBN 978-4-274-20620-7, Nov. 2008.
- 広瀬啓吉 編著(分担執筆), 韻律と音声言語情報処理, 丸善,  ISBN 4-621-07674-4, 2006.
- 松下温, 屋代智之 共編 (分担執筆), ITSと情報通信技術, 裳華房, ISBN 4-7853-6813-6, 2003.